# Erich Stockmann (Jurist)
Erich Stockmann (* 4. Januar 1893 in Insterburg; † 25. April 1973 in Hannover) war ein deutscher Verwaltungsjurist und Richter in Ostpreußen und Hannover.

## Leben
Stockmann besuchte das Gymnasium in Insterburg und studierte an der Albertus-Universität Königsberg Rechtswissenschaft. 1911 wurde er im Corps Masovia aktiv. Im Ersten Weltkrieg wurde er mit dem Eisernen Kreuz 2. Kl. ausgezeichnet.
Er trat in die innere Verwaltung des Freistaats Preußen und kam als Regierungsassessor in Deutschlands östlichsten Regierungsbezirk, zur Regierung in Gumbinnen. Im September 1928 wurde er kommissarisch, im Januar 1929 endgültig Landrat im Kreis Niederung. Auf diesem Posten blieb er bis 1945. In der Flucht und Vertreibung Deutscher aus Mittel- und Osteuropa nach Westdeutschland gelangt, trat er in den Justizdienst Niedersachsens. Als Sozialgerichtsdirektor am Sozialgericht Hannover wurde er 1958 pensioniert. Der Altherrenverein des Corps Palaiomarchia verlieh ihm 1960 das Band. Beerdigt ist er in Dötzum.